# Aquila A 210
Aquila A210 je enomotorno dvosedo lahko letalo, izdelano iz kompozitnih materialov. Namenjeno je tako letalskim šolam za osnovno šolanje pilotov, kot privatne uporabnike. Kot prvo letalo te družine je bilo razvito v dvosedi različici A211 in A212, kot tudi v štirisedo različico A414.

## Zgodovina
Razvoj letala se je pričel leta 1995, ko so inženirji Peter Grundhoff, Alfred Schmiderer in Markus Wagner, ki so predhodno sodelovali tudi pri razvoju letal Stemme S10, FFT Eurotrainer 2000 in drugih podobnih letal želeli ustvariti cenovno učinkovito letalo z večjim dosegom in višjo potovalno hitrostjo, kot DA-20 Katana. Naslednje leto so na letališču Schönhagen (ICAO oznaka: EDAZ) ustanovili podjetje Aquila Technische Entwicklungen GmbH s proizvodnim obratom in pričeli z izdelavo prototipa. Po opravljenih preizkusih trdnosti strukture je bilo letalo leta 1999 predstavljeno javnosti na letalskem sejmu AERO Friedrichshafen.
Krstni polet letala je bil 5. marca 2000 izveden na letališču Schönhagen, po opravljenih preizkusih letala v letu pa je bil septembra 2001 izdan tipski certifikat. Letalo je namenjeno vizualnemu letenju podnevi in ponoči.

## Zasnova
Letalo je zasnovano kot nizkokrilec in je v celoti izdelano iz kompozitnih materialov na osnovi ogljikovih in steklenih vlaken. Dva po dolžini nastavljiva sedeža sta razporejena drug ob drugem, za sedeži pa je prtljažni prostor, dostopen skozi vratca na levi strani letala za krili. 
Krila uporabljajo trapezen tloris in laminarni profil Horstmann-Quast HQ-42, zaključena pa so s krilnimi zaključki. V vsakem krilu je nameščen gorivni rezervoar s kapaciteto 60 l in uporabno kapaciteto 54,8 l. Nivo goriva merijo kapacitivni merilniki nivoja, ki pa so se v preteklosti večkrat izkazali kot nezanesljivi, zato je letalu priložena merilna palica za merjenje nivoja goriva v rezervoarjih. Na zadnjem robu kril so nameščena električno gnana zakrilca, ki jih je možno nastaviti v položaje 0°, 17° (vzlet) in 35° (pristanek).
Podvozje letala je neuvlačljivo, klasično trikolesno, z nosnim kolesom, ki ga je možno krmiliti s smernimi pedali. Glavni kolesi sta opremljeni z diferencialnimi hidravličnimi zavorami.
Letalo poganja motor Rotax 912 z močjo 73,5 kW (100 HP), propeler je dvokraki MTV-21-A/175-05 in ima spremenljiv korak s hidravličnim regulatorjem vrtljajev.